# Athaumasta siderigera
Athaumasta siderigera är en fjärilsart som beskrevs av Hugo Theodor Christoph 1893. Athaumasta siderigera ingår i släktet Athaumasta och familjen nattflyn. Inga underarter finns listade i Catalogue of Life.